# لانغباينيت
لانغباينيت معدن من معادن الكبريتات، يتألف من كبريتات البوتاسيوم والمغنسيوم، بحيث يمكن كتابة صيغة وحدته البلورية على الشكل K2Mg2(SO4)3.
يعد هذا المعدن خامةً للبوتاسيوم، ويوجد في ترسبات المتبخرات البحرية، وذلك برفقة الكارناليت والهاليت والسيلفيت.
وصف اللانغباينيت لأول مرة سنة 1891 وذلك في ترسبات جيولوجية في ولاية زاكسن أنهالت الألمانية، وسمي على شرف أدالبيرت لانغباين Adalbert Langbein.